# Ary Scheffer
Ary Scheffer (Dordrecht, 10 febbraio 1795 – Argenteuil, 15 giugno 1858) è stato un pittore olandese naturalizzato francese.

## Biografia
Sheffer era figlio di Johan Bernhard Scheffer, pittore di buon nome che, forse, lavorò per un anno alla corte del re d'Olanda Luigi Bonaparte. Due anni dopo la morte prematura di suo padre, avvenuta nel 1811, Ary si trasferì a Parigi con sua madre, donna di grande carattere, che lo fece accogliere nello studio di Pierre-Narcisse Guérin.
Sheffer lasciò l'atelier di Guérin proprio quando iniziava a diffondersi il movimento romantico. Iniziò la carriera nel 1819 con una mostra al Salon. Dopo questa prima uscita egli dovette tentare esperienze diverse per trovare la propria strada, anche perché gli insegnamenti ricevuti ed i suoi maestri di riferimento (Delacroix, Géricault, etc.) non lo aiutavano ad identificarsi con lo spirito romantico che iniziava a dominare la scena artistica francese. Il suo stile, infatti, era stato definito come "classicismo freddo". Prese allora a studiare Byron e Goethe, il cui Faust lo ispirò moltissimo.
Scheffer fu un eccellente ritrattista, come testimoniano tanti ritratti, fra cui quelli di Fryderyk Chopin e di Franz Liszt. Di fede protestante, egli si applicò comunque anche a soggetti religiosi di ispirazione cattolica. Poi, dopo il 1846, smise di esporre. Era stato legato strettamente alla famiglia reale (fu infatti professore di disegno di Maria d'Orléans) e ciò spiega la caduta della sua fama e il suo ritiro a vita privata nel 1848, con l'avvento della Seconda Repubblica.
Sempre nel 1848 fu promosso Commendatore della Legion d'Onore e nel 1850 assunse la cittadinanza francese. Lo stesso anno, il 6 dicembre, sposò Sophie Marin, vedova di un suo amico. Rinchiuso nel suo studio, Scheffer continuò sempre a dipingere, finché la morte lo colse all'età di 63 anni mentre si trovava ad Argenteuil in Val d'Oise, di ritorno da un viaggio in Inghilterra durante il quale era stato colpito da un attacco cardiaco. Parigi gli ha dedicato una strada e la sua città natale una piazza con una statua commemorativa al centro.
Ary Scheffer, pur straniero e romantico della prima ora, riuscì ad imporsi spesso fra i maestri della pittura romantica francese, per la forte ispirazione mistica e sognante delle sue composizioni.

## Opere

### Prime opere
- Dedizione patriottica di sei borghesi a Calais, 1819.
- Morte di Gaston de Foix, 1824.
- Morte di Géricault, 1824.
- Donne greche implorano la Vergine, 1826.

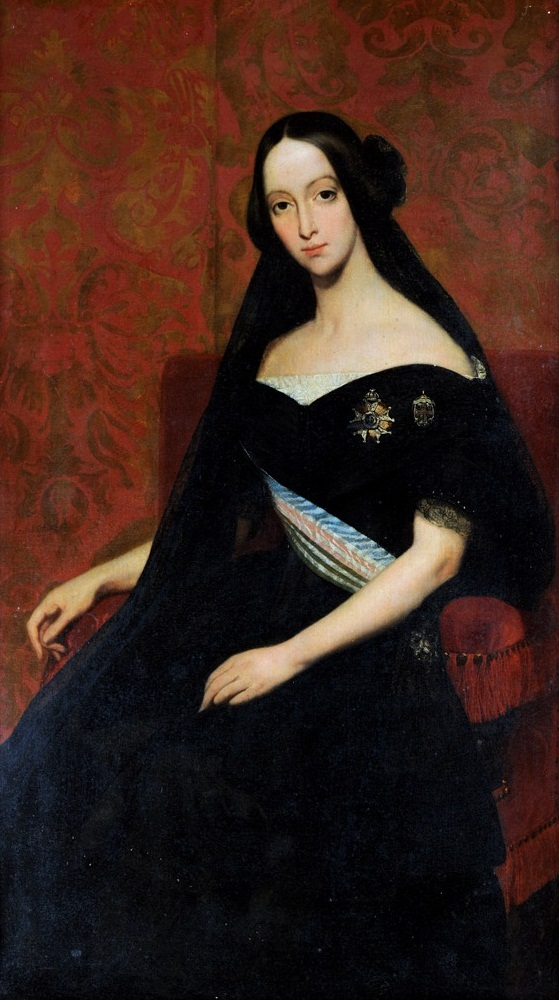
Ritratto di Francesca di Braganza

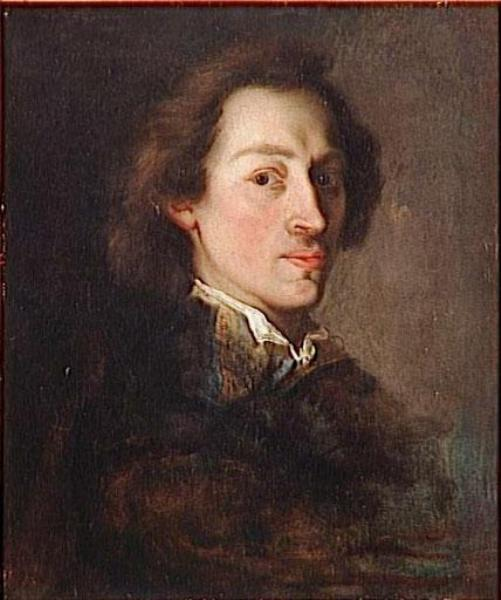
Ritratto di Frédéric Chopin

- Le donne Suliote, 1827.

### L'influenza della letteratura romantica
- Margherita all'arcolaio.
- Faust tormentato dal dubbio.
- Margherita al Sabba.
- Margherita in chiesa.
- Faust e Margherita nel giardino.
- Margherita ai pozzi.
- Paolo e Francesca, 1835.
- Mignon, 1836.
- Francesca da Rimini, 1837.
- Dante e Beatrice, 1851.

### Opere religiose
- Cristo consolatore, 1836.
- I pastori guidati dalla stella, 1837.
- I Magi depongono le corone.
- Cristo nell'Orto degli Olivi.
- Cristo porta la Croce.
- Sepoltura di Cristo, 1845.
- Sant'Agostino e Santa Monica, 1846.
- Le tentazioni di Cristo, 1854.
- Angelo.
- Maria Maddalena in preghiera.

### Varie
- La battaglia di Tolbiac.
- Carlomagno riceve la sottomissione di Widekund, 1840.

### Ritratti
- Autoritratto, c. 1835.
- Fryderyk Chopin, 1847. (uno dei ritratti di Chopin)
- Franz Liszt.
- La Fayette, 1825.
- Félicia de Fauveau, 1829.
- Maria d'Orléans, 1837.
- Eugène Cavaignac, 1850.
- Charles Dickens, 1855.
- Francesca di Braganza principessa di Joinville e del Brasile.
- George Mouton.
- Horace Vernet.
- Calvino.
- Alphonse de Lamartine.
- La regina Maria Amalia di Borbone-Due Sicilie.
- Etiènne François Baudrand.
- Mrs Robert Hollond.
- Pauline de Rémusat.
- Pauline Viardot.
- Pierre-Antoine Lebrun.
- Talleyrand.

### Opere incompiute
- Inquietudini della Terra, c. 1864.
- Un angelo annuncia la Resurrezione,  c. 1865.

## Galleria d'immagini

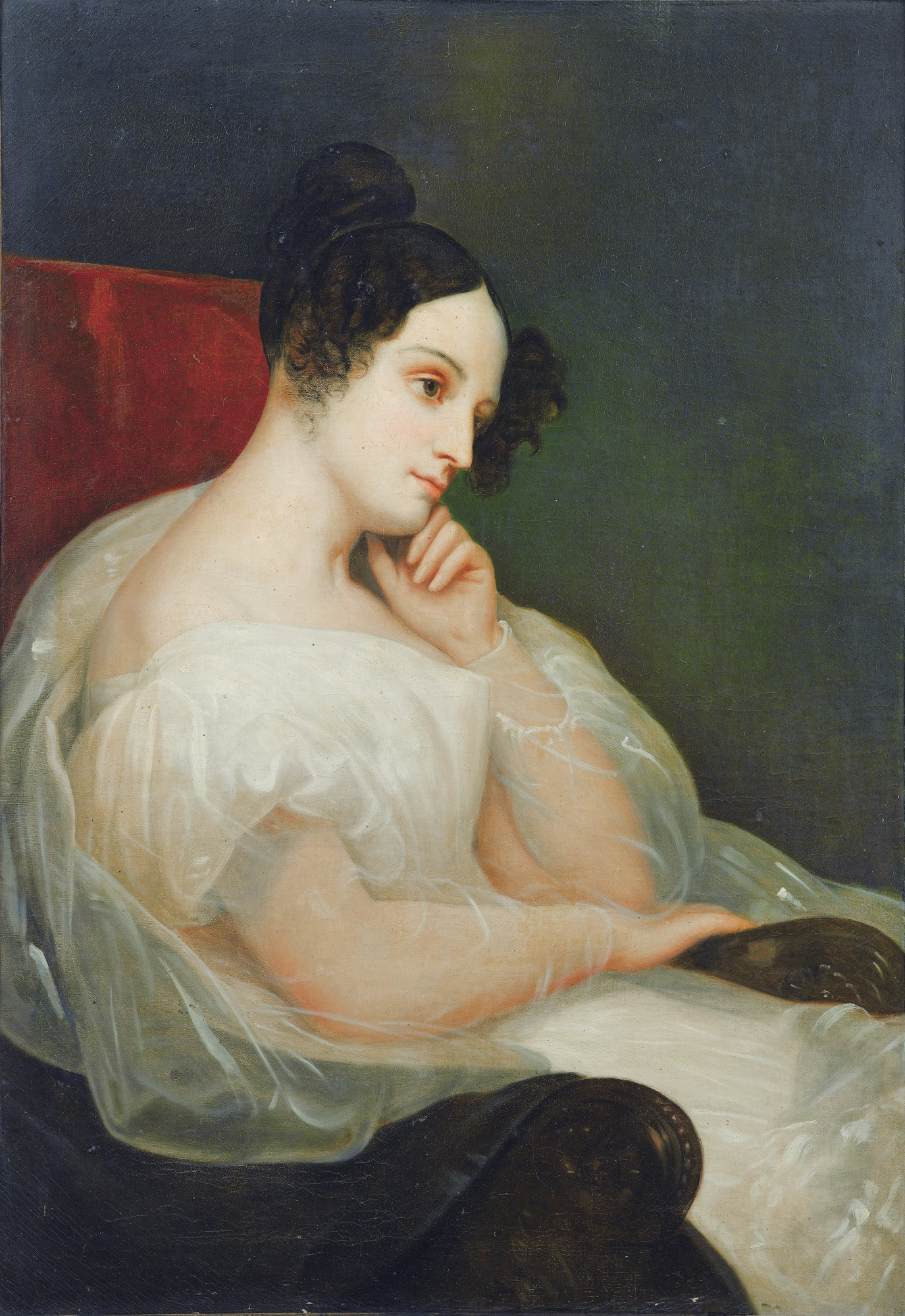
Marie Josephine Souham
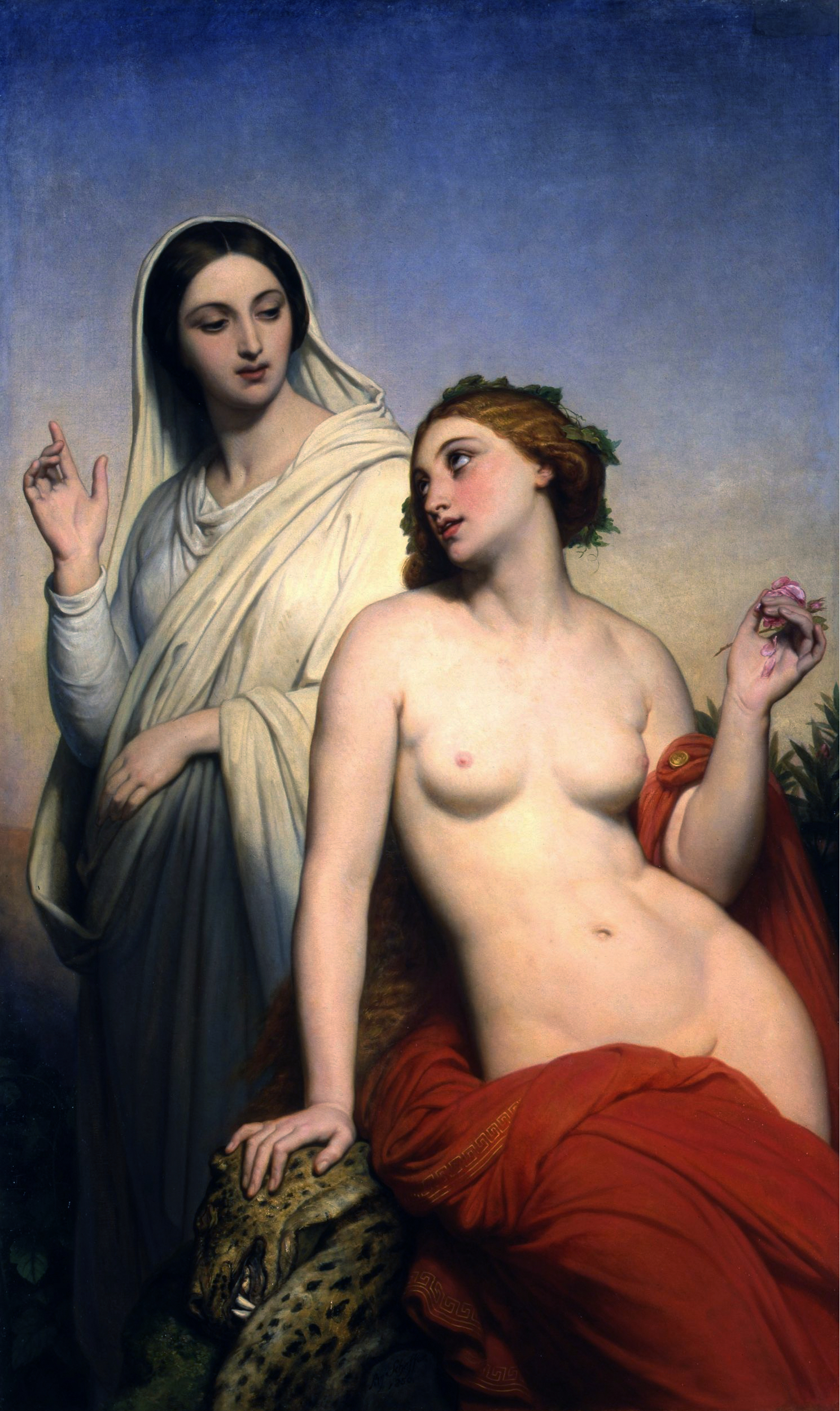
Amore celeste e terreno
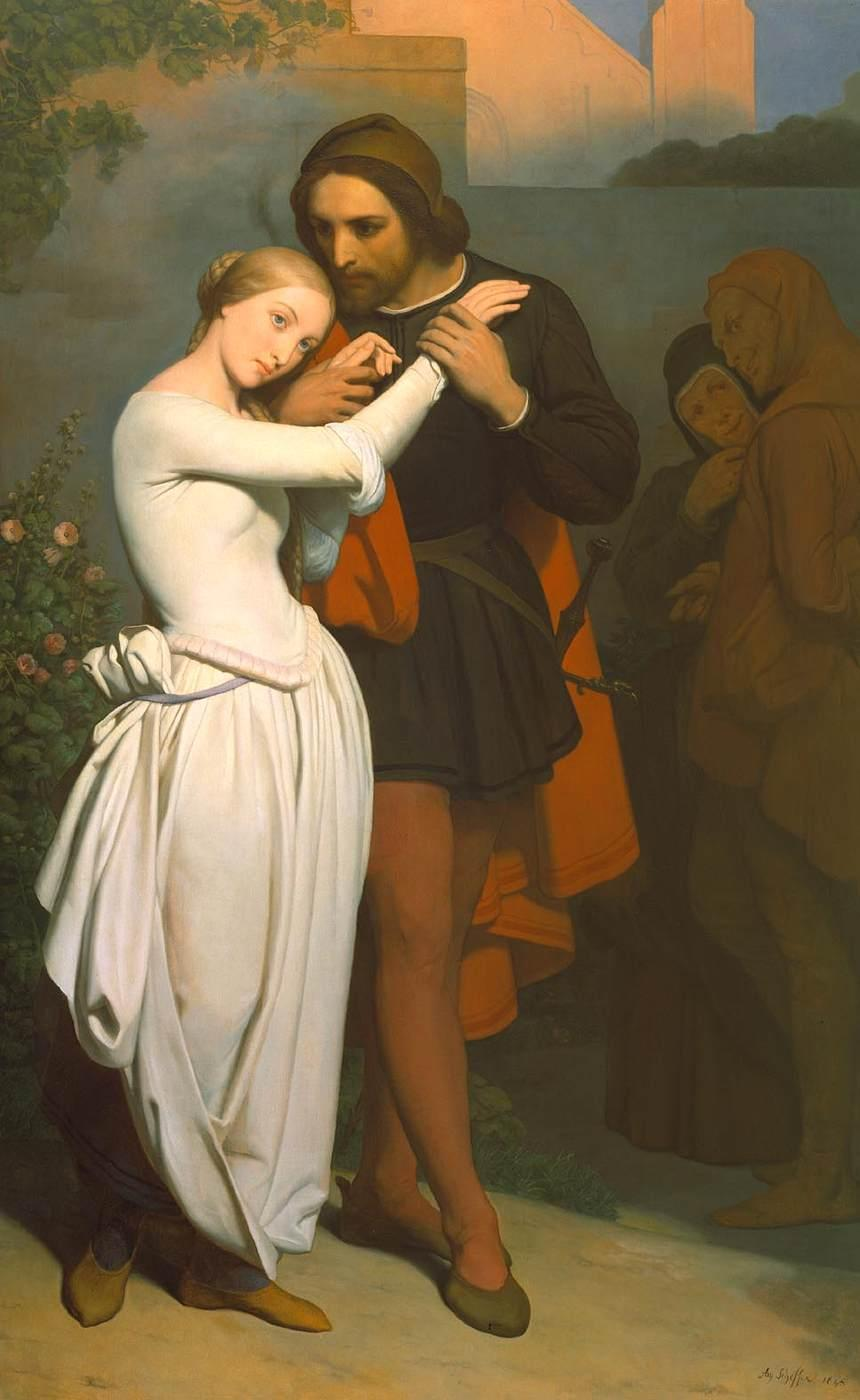
Faust e Margherita
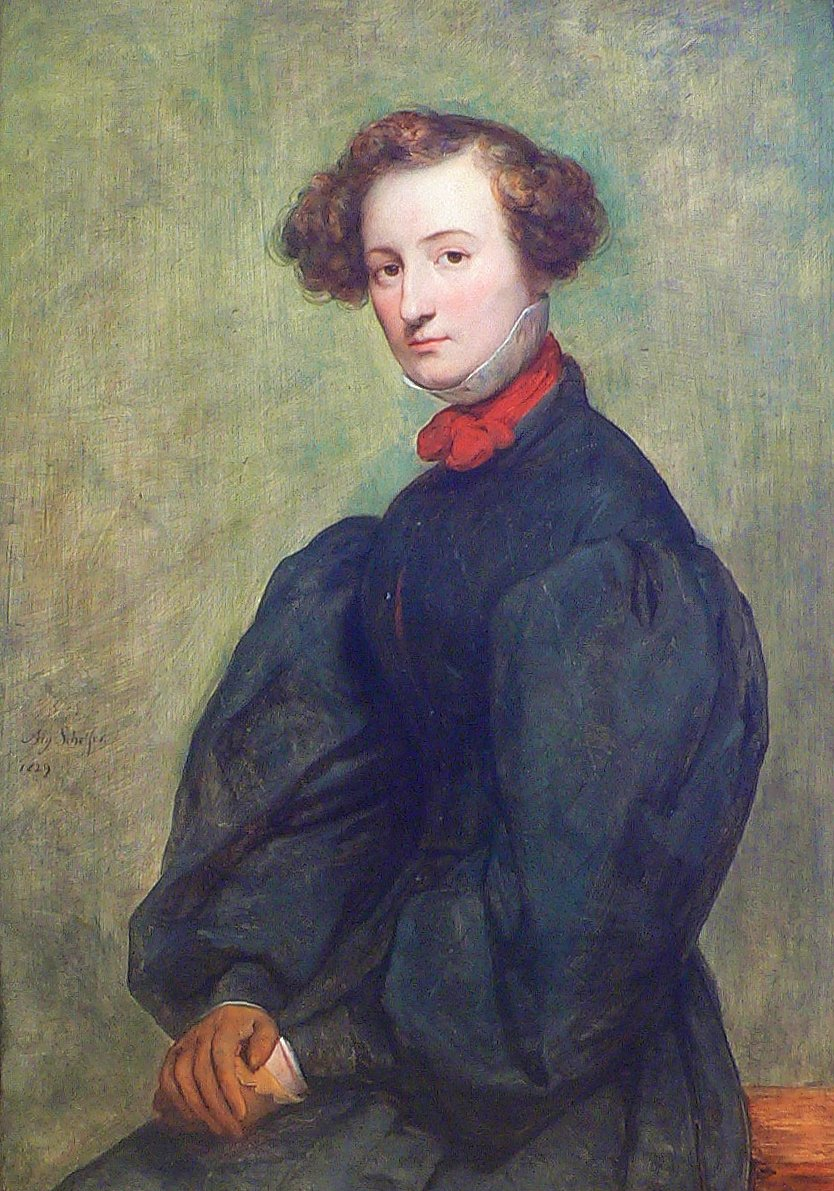
Felicia di Fauveau
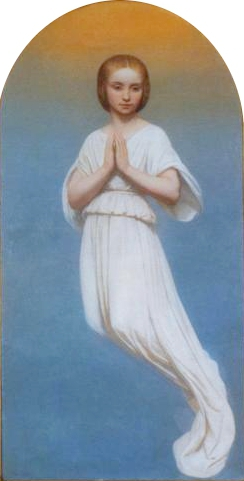
L'angelo
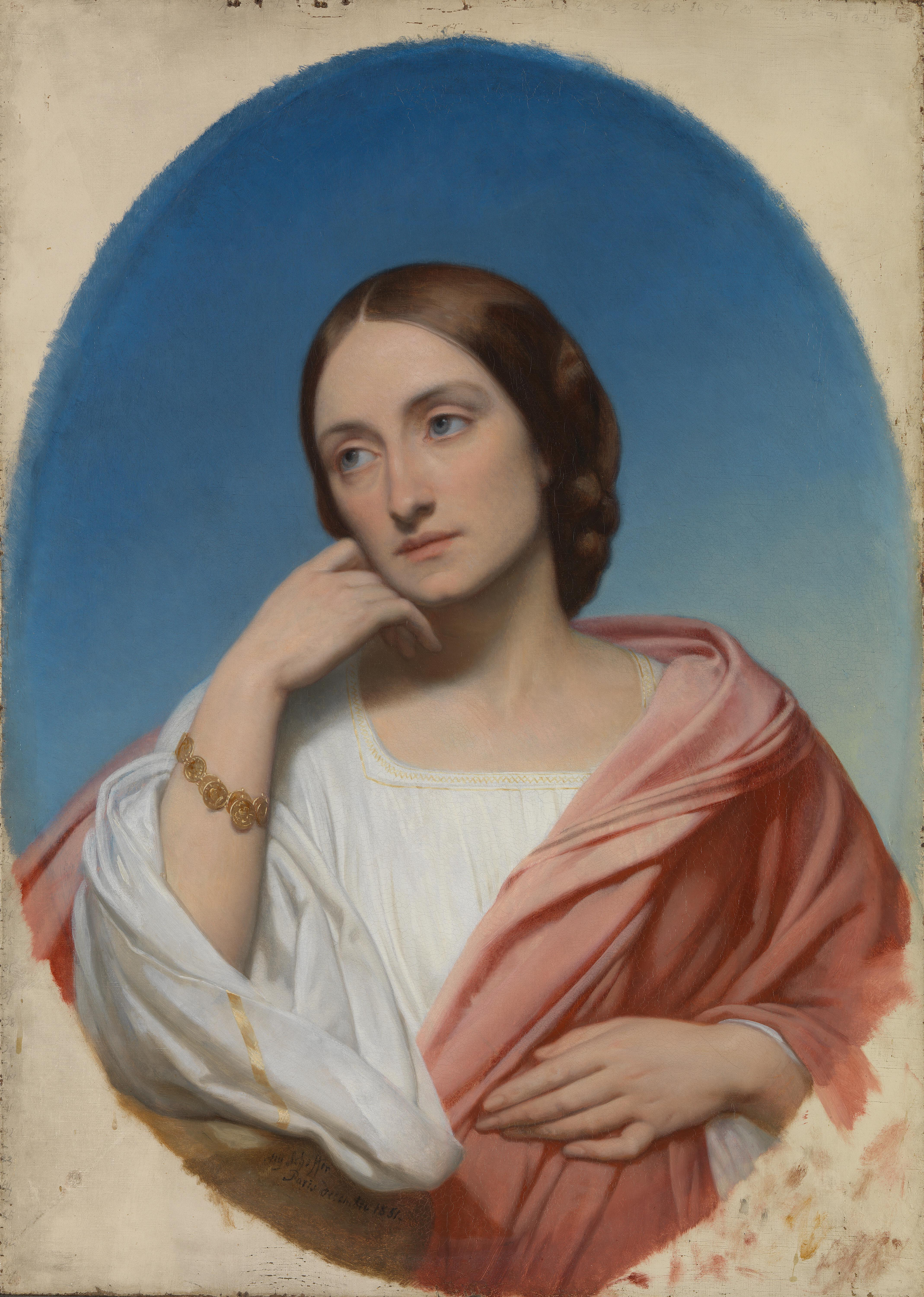
Mrs Robert Hollond
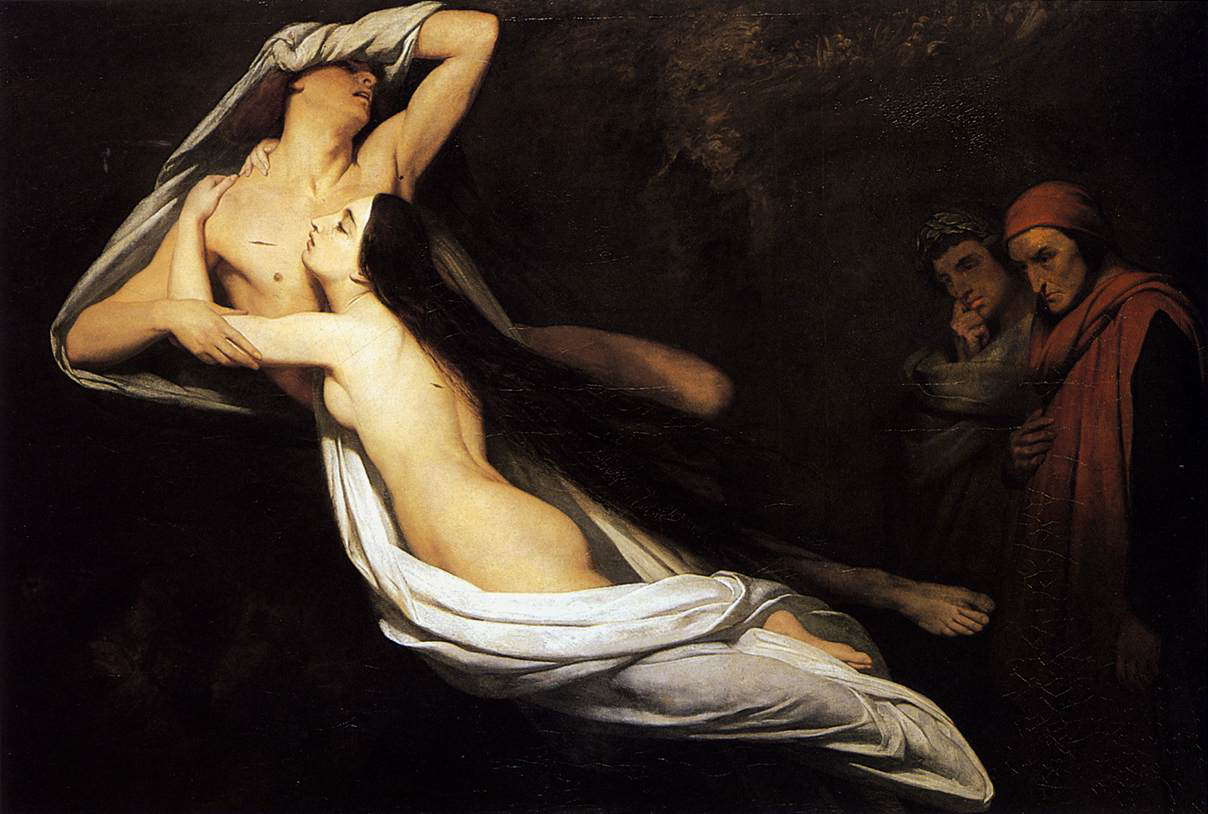
Francesca da Rimini e Paolo Malatesta osservati da Dante e Virgilio